# Parascon
Genre
Parascon est un genre de tardigrades de la famille des Hypsibiidae.

## Liste des espèces
Selon Degma, Bertolani et Guidetti, 2013 :
- Parascon nichollsae Pilato & Lisi, 2004
- Parascon schusteri Pilato & Binda, 1987

## Publication originale
- Pilato & Binda, 1987 : Parascon schusteri n. gen. n. sp. (Euitardigrada. Hypsibiidae, Itaquasconinae). Animalia (Catania), vol. 14, no 1/3, p. 91-97.